# Eurydema dominulus

Eurydema dominulus је врста стенице која припада фамилији Pentatomidae.

## Распрострањење
Врста има евросибирско распрострањење, насељава средњу и јужну Европу (од Француске до Русије). У Србији је ређа врста, забележена на нешто мање од 20 локалитета, а иде и до висина преко 1500 m надморске висине.

## Опис
Тело је овално, врста је препознатљива по црвеним шарама, основна боја може варирати од жуто-наранџасте до јарке црвене боје. Слична је врстама Eurydema ventralis и Eurydema ornata па треба бити пажљив у разликовању ових врста. Најлакше је разликовати их по шари на кориуму (видети цртеж на страници Pentatomidae). E. ornata има црну мрљу испод које се пружа затамљени део, E. ventralis има само црну мрљу а остатак кориума је црвене боје, а E. dominulus нема ни црну мрљу ни затамљени део након ње. Глава је углавном потпуно црна, само је ивица црвенкасте боје и антене су црне боје. Ноге су готово комплетно црне боје, осим доње стране бутина које су са светлијим уздужним мрљама. Дужина тела је од 5,5mm до 8mm.

## Биологија
E. dominulus има једну или две генерације годишње, у зависности од климатских услова поднебља. Презимљава у стадијуму одрасле јединке, које постају активне на пролеће, младе једнике се јављају половином маја а одрасле једнике нове генерације се јављају од јуна. Насељава различите врсте влажних ливадских заједница, где углавном живи на биљкама из породица Brassicaceae и Apiaceae. Такође се често срећу у долинама река, на шумским чистинама и на рубовима шума и на жбуњима, као и на ниском дрвећу.

## Синоними
- Rubrodorsalium dominulus (Scopoli, 1763)
- Eurydema dominulum (Scopoli, 1763)
- Eurydema dominula (Scopoli, 1763)